# Berkes (Unternehmen)
Die Julio Berkes S.A. ist ein Unternehmen mit Sitz in Montevideo (Uruguay). Mit ungefähr 1200 Mitarbeitern setzt das Unternehmen 284 Millionen US-Dollar um. Berkes wird geleitet vom Präsident Pablo Bocchi und CEO Diego Aramendia.
Das Unternehmen wurde 1939 von Julio Berkes gegründet. Die Rechtsform als Aktiengesellschaft besteht seit 1972. In den frühen 1980er Jahren orientierte sich das Unternehmen aufgrund der weltweiten Ölkrise auf die Suche nach den besten Alternativen für die Nutzung von Biomasse als Energiequelle. Nach der Suche nach Optionen in Europa wurde beschlossen, eine eigene Technologie für die Nutzung von Brennholz als Brennstoff zu entwickeln.
Heute ist Berkes in folgenden Bereichen aktiv:
- Berkes Energy (Energieanlagenbau, Heizkessel)
- Construcción (schlüsselfertige Industrieanlagen, Silos und Behälter, Kläranlagen)
- Industria (Rohrleitungen, API-Tanks, Heizwerke …)
- Eléctrica (Elektrotechnische Anlagen, Steuerung)

Der Aktivist Ernesto Kroch (1917–2012) arbeitete jahrzehntelang bei Berkes.

## Beteiligungen (Auswahl)
- Berkes Hispana SL, Madrid
- BRK ApS, Allerød (früher Teil von Burmeister & Wain)
- Berkes-BWE India Private Limited, Gautam Buddha Nagar

Zur Firmengruppe gehört auch das Bauunternehmen Berkes s.r.l.